# Telmosias plato
Telmosias plato – rodzaj pluskwiaków z podrzędu fulgorokształtnych i rodziny Nogodinidae.
Gatunek ten opisany został w 1967 roku przez Rolanda Fennaha na podstawie samca i samicy z okolic Brandkop.
Pluskwiak o żółtawobrązowym ciele z tegminami ciemnożółtawobrązowymi, a większością czoła, znakami na nadustku, przedpleczem i śródpleczem oprócz linii środkowych ciemnobrunatnymi lub smolistymi. Osiąga długość 3,3-3,4 mm. Ciemię z przodu szersze niż z boków dłuższe, jego krawędź przednia poprzeczna z małym wcięciem, a krawędzie boczne proste i wyniesione. Czoło na wysokości przyoczek wyraźnie szersze niż przez środek długie. Przydatki genitalne samca szerokie, na krawędzi grzbietowej wydłużone w S-kształtny wyrostek, a na brzusznej płytko wklęsłe. Edeagus płytko wygięty, z parą długich, kolczastych wyrostków fallicznych zgiętych w dół poniżej niego.
Gatunek znany tylko z RPA (Prowincja Przylądkowa Północna).